# Hande Fırat
Hande Fırat (* 10. September 1974 in Ankara) ist eine türkische Journalistin und Fernsehmoderatorin.
Fırat studierte an der Universität Ankara Medienwissenschaft und begann 1999 für den Nachrichtensender CNN Türk zu arbeiten. 2014 wurde sie Hauptstadtkorrespondentin der Doğan-Medien, CNN Türk und Kanal D.
Internationale Bekanntheit erreichte Fırat, als sich Staatspräsident Recep Tayyip Erdoğan beim Putschversuch in der Türkei 2016 per Facetime in einer Livesendung bei CNN Türk mit ihr verbinden ließ und über ihr privates Mobiltelefon das Volk dazu aufrief, sich auf der Straße den Putschisten entgegenzustellen. Im Anschluss an Fırat stellte auch der Hürriyet-Journalist Abdulkadir Selvi, der neben ihr im Studio saß, Nachfragen an den Präsidenten. Nach allgemeiner Einschätzung trug Erdoğans Auftritt bei CNN Türk maßgeblich zur Niederschlagung des Umsturzversuches bei.
Ende 2016 veröffentlichte sie ein Buch mit dem Titel 24 Saat (24 Stunden) über Geschehnisse und Hintergründe des Putschversuches.
Nach einem am 25. Februar 2017 in Hürriyet erschienenen Artikel über Konflikte innerhalb der türkischen Streitkräfte bezichtigte Erdoğan Fırat, sie wolle „einen Putsch herbeischreiben“. Fırat wies die Vorwürfe zurück und äußerte, sie habe „lediglich den Stabschef nach seinen Ansichten gefragt“. Die Hürriyet reagierte auf die Anschuldigungen mit einer Entschuldigung, der Chefredakteur Sedat Engin trat zurück. Laut Medienberichten wurde ein Ermittlungsverfahren gegen Fırat eingeleitet.

## Auszeichnungen
- 2016: Altın Kelebek (Goldener Schmetterling) in der Kategorie „Fernsehereignis des Jahres“[7]
- 2017: „Medienoscar“ des Vereins der Radio- und Fernsehjournalisten[8]

## Werke
Hande Fırat: 24 Saat – 15 Temmuz'un Kamera Arkası. Doğan Kitap, Istanbul 2016. ISBN 9786050937732